# Manin Carabba
Manin Carabba (Siena, 29 giugno 1937 – Roma, 2 ottobre 2022) è stato un magistrato e docente italiano.

## Biografia
Originario di una famiglia medio-borghese, i Carabba di Lanciano, nel 1959 si laurea in giurisprudenza a Firenze, con una tesi in filosofia del diritto. Successivamente consegue la libera docenza in diritto amministrativo. Nel 1961 è assunto dall'Ufficio legislativo dell'Eni diretto da Giorgio Ruffolo. Vi rimane fino al 1967 dividendosi nel biennio 1963-1964 con la segreteria tecnica e l'ufficio del Programma del ministero del Bilancio, il cui titolare è Antonio Giolitti, e con la segreteria di Giulio Pastore al ministero per il Mezzogiorno. Nel giugno 1964 quando Giolitti lascia l'incarico di governo nomina Carabba suo "vice" al dipartimento economico del Partito socialista italiano.

### Carriera universitaria
Insegna diritto pubblico dell'economia presso le facoltà di scienze politiche delle università di Bologna (1968-1971) e di Cagliari (1977-1981). È stato docente a contratto di diritto amministrativo presso la facoltà di giurisprudenza dell’Università di Firenze dal 1982 al 1985, presso la facoltà di economia e commercio dell’Università Roma Tre nel biennio 2001-2002 e presso la Link University di Roma dal 2007 al 2010. Dal 2001 al 2003, è docente a contratto di programmazione e controllo nelle amministrazioni pubbliche presso l’Istituto di pubblica amministrazione e sanità dell’Università Bocconi di Milano.

### Alla Corte dei conti, negli organismi ministeriali e al Cnel
Tra il 1971 e il 1977 è direttore dell'Istituto di studi per la programmazione economica, organo di studio e di ricerca direttamente finalizzato alle attività e ai compiti del ministro del Bilancio e della Programmazione economica.
Nel 1977, su proposta del ministro del Bilancio e della Programmazione economica con l'interim dell'Attuazione delle regioni Tommaso Morlino, è nominato consigliere della Corte dei conti. Successivamente è nominato presidente di sezione e nel 2004, all'atto di lasciare la magistratura contabile per il raggiungimento dei limiti di età, presidente onorario. In questa veste collabora a vari livelli con le istituzioni, in particolare in materia del problema dello sviluppo del Mezzogiorno.
Dal 1980 al 1981 è capo dell'Ufficio legislativo del ministero per gli interventi nel Mezzogiorno, e in quella veste è chiamato a presiedere una commissione incaricata di predisporre un disegno di legge per il rilancio della Cassa del Mezzogiorno mai andato in porto. Dal 1981 al 1985 è capo dell'Ufficio legislativo e, successivamente, capo di gabinetto al ministero del Commercio con l’estero. Dal 1987 al 1990 è capo di gabinetto del ministro dell’Ambiente Giorgio Ruffolo.
Alla Corte dei conti ha svolto la gran parte della sua attività presso il servizio "Relazioni al Parlamento" (oggi Sezioni riunite in sede di controllo), che ha presieduto dal 2000 al 2004. È stato relatore sul Rendiconto generale dello Stato, occupandosi di tutte le problematiche riguardanti la valutazione dei risultati di gestione. Dal 1991 al 1995 è assegnato alle funzioni di consigliere delegato al riscontro e parifica delle contabilità di tesoreria, spese fisse e debito vitalizio, per la sezione "Controllo dello Stato". Come delegato della sezione "Enti pubblici" della Corte dei conti esercita il controllo su Ufficio italiano dei cambi, Consap, IRI (in liquidazione), Fintecna. Dal 1998 al 2000 è presidente del Comitato regionale di controllo della Regione Toscana.
Dopo aver lasciato la Corte dei conti è chiamato a far parte del Consiglio Nazionale dell'Economia e del Lavoro, dove resta fino alle dimissioni nel 2015.

### Altre attività
Dal 1997 al 2002 Carabba è presidente del Formstat, il Consorzio per la formazione e l’aggiornamento statistico partecipato dall’Istat. È stato anche membro del collegio sindacale del Censis. Dal 2004 diviene consigliere della Svimez facendo parte della presidenza dell’Associazione. Nel 2005 diventa direttore della Rivista giuridica del Mezzogiorno, trimestrale della Svimez.
Dal 2006 al 2010 è direttore del Centro Europa Ricerche (Cer), del quale viene nominato vicepresidente nel 2010. Dal 2004 al 2010 fa parte del consiglio di amministrazione e dal 2010 del comitato scientifico della Fondazione Farmafactoring, sorta nel 1993
È anche presidente del collegio sindacale della Fondazione Astrid, dal 2001 al 2009, con l’obiettivo di rispondere ai bisogni, soprattutto sanitari, della welfare community, promuovendo un circuito di conoscenze e approcci operativi per lo sviluppo della società civile. Dal 1995 al 2010 svolge il ruolo di coordinatore della rete istituzionale per la misurazione e la valutazione dell’attività delle pubbliche amministrazioni presso il Consiglio Nazionale dell'Economia e del Lavoro.
Dal 2005 al 2013 è avvocato patrocinante in Cassazione.